# Atopochilus mandevillei
Atopochilus mandevillei е вид лъчеперка от семейство Mochokidae.

## Разпространение
Видът е разпространен в Демократична република Конго.